# San Miguel de Cárdenas
San Miguel de Cárdenas är en ort i Mexiko.   Den ligger i kommunen Santiago Juxtlahuaca och delstaten Oaxaca, i den sydöstra delen av landet, 270 km söder om huvudstaden Mexico City. San Miguel de Cárdenas ligger 1 748 meter över havet och antalet invånare är 112.
Terrängen runt San Miguel de Cárdenas är kuperad åt nordost, men åt sydväst är den bergig. San Miguel de Cárdenas ligger nere i en dal. Runt San Miguel de Cárdenas är det ganska glesbefolkat, med 43 invånare per kvadratkilometer. Närmaste större samhälle är Santiago Juxtlahuaca, 9,2 km norr om San Miguel de Cárdenas. I omgivningarna runt San Miguel de Cárdenas växer huvudsakligen savannskog.